# 게이츠 맥패든
게이츠 맥패든(Gates McFadden, 1949년 3월 2일 ~ )은 미국의 배우이다.

## 영화
- 사라의 미로여행
- 붉은 10월 (영화)
- 스타 트랙 7 - 넥서스 트랙
- 스타 트랙 8 - 퍼스트 콘택트
- 스타 트랙 9 - 최후의 반격
- 네메시스 (2002년 영화)

## 텔레비전
- 코스비 가족 만세
- 스타 트렉: 더 넥스트 제너레이션
- L.A. 로
- 파티 오브 파이브
- 매드 어바웃 유
- 더 프랙티스
- 패밀리 가이
- NCIS (드라마)